# Ramiro Rocca
Ramiro Iván Rocca (Hughes, Provincia de Santa Fe, Argentina; 22 de noviembre de 1988) es un futbolista argentino que juega como delantero en el Alianza Fútbol Club de la Primera División de Fútbol Profesiona del El Salvador.

## Trayectoria
Empezó su carrera en las inferiores del Club Atlético Newell's Old Boys, pero no alcanzó a debutar en primera. 
Tras un retiro del fútbol, en 2013 fichó por el Club Sportivo Bernardino Rivadavia del Torneo Argentino B, en donde marcó un gol en nueve partidos disputados. En 2016 recaló en el Club Atlético Central Córdoba (Rosario), que disputaba el Torneo Federal A por entonces. Durante un año jugó 35 partidos y anotó 12 goles con la v azulada. Al año siguiente retornó al Torneo Federal B con Puerto San Martín Fútbol, con quienes jugó un semestre (11 goles en 18 partidos). 
El 29 de junio de 2018 se anunció su fichaje por la Asociación Deportiva Chalatenango de la Primera División de El Salvador, donde anotó 11 goles en 23 participaciones. 
Seis meses después, el 6 de enero de 2019, se confirmó su salida al Deportivo Iztapa de la Liga Nacional de Guatemala. Luego de un estupendo año con los camaroneros, la directiva del Club Social y Deportivo Municipal lo anunció como su refuerzo el 30 de diciembre de 2019. Con los rojos ganó por segunda ocasión el Trofeo Juan Carlos Plata tras hacer 21 goles en el torneo, igualando la marca que tenía el costarricense Rolando Fonseca.
El 9 de febrero de 2021, Real España lo anunció como refuerzo de cara al Clausura 2021.

## Clubes
| Club                      | País                | Año                 | Partidos | Goles | Media |
| ------------------------- | ------------------- | ------------------- | -------- | ----- | ----- |
| Sportivo Rivadavia        | Argentina           | 2013-2015           | 9        | 1     | 0.11  |
| Central Córdoba (Rosario) | Argentina           | 2016-2017           | 35       | 12    | 0.34  |
| Puerto San Martín         | Argentina           | 2017                | 18       | 11    | 0.61  |
| Chalatenango              | El Salvador         | 2018                | 23       | 11    | 0.48  |
| Deportivo Iztapa          | Guatemala           | 2019                | 40       | 21    | 0.53  |
| Municipal                 | Guatemala           | 2020-2021           | 33       | 28    | 0.82  |
| Real España               | Honduras            | 2021-2023           | 111      | 63    | 0.6   |
| Municipal                 | Guatemala           | 2024                | 0        | 0     | 0.6   |
| Alianza                   | El Salvador         | 2024-Act.           | 1        | 1     | 0     |
| Total en su carrera       | Total en su carrera | Total en su carrera | 269      | 147   | 0.55  |

## Palmarés

### Títulos nacionales
| Título          | Club          | País      | Año  |
| --------------- | ------------- | --------- | ---- |
| Torneo Clausura | CSD Municipal | Guatemala | 2024 |

### Distinciones individuales
| Distinción                                 | Año    |
| ------------------------------------------ | ------ |
| Trofeo Juan Carlos Plata (16 goles)        | A-2019 |
| Trofeo Juan Carlos Plata (20 goles)        | A-2020 |
| Goleador de la Liga de Honduras (11 goles) | C-2022 |
| Goleador de la Liga Concacaf (6 goles)     | 2022   |